# Torjus Hansén
Torjus Hansén (født 29. oktober 1973 i Skien, Norge) er en norsk tidligere fodboldspiller (forsvarer).
Hansén tilbragte størstedelen af sin 20 år lange karriere hos Odd Grenland i sin fødeby. Han spillede i alt 12 sæsoner for klubben, og havde også ophold hos Rosenborg, Lillestrøm og tyske Arminia Bielefeld. I tiden hos Rosenborg var han med til at vinde to mesterskaber og én pokaltitel.
Hansén spillede desuden tre kampe for Norges landshold, som han debuterede for 20. november 2002 i en venskabskamp på udebane mod Østrig.

## Titler
Norsk mesterskab
- 2003 og 2004 med Rosenborg

Norsk pokalturnering
- 2003 med Rosenborg